# Luppenau
Luppenau ist ein Ortsteil der Gemeinde Schkopau im Saalekreis (Sachsen-Anhalt).

Schloss Löpitz

## Geografie und Nahverkehr
Luppenau liegt südöstlich des Hauptortes Schkopau und westlich der Stadt Merseburg an der Landstraße 181. Nordöstlich von Luppenau befindet sich der Wallendorfer See, das Restloch eines gefluteten Tagebaus. Durch den Ortsteil fließt die Luppe, in die linksseitig der Bach mündet.
Der Ortsteil gliedert sich in die Siedlungsbereiche Löpitz, Lössen und Tragarth, die sich am 1. Juli 1950 zu Luppenau zusammenschlossen.
Im öffentlichen Nahverkehr ist Luppenau über die Haltestellen Abzweig Tragarth, Löpitz, Lössen und Tragarth mit folgenden Linien erreichbar:
- 131 (LVB): Merseburg – Luppenau – Wallendorf – Günthersdorf – Leipzig
- 738 (PNVG): Merseburg – Luppenau – Schladebach – Nempitz – Günthersdorf
- 739 (PNVG): Merseburg – Luppenau – Wallendorf – Günthersdorf

## Geschichte
Die heutigen Luppenauer Ortsteile Löpitz, Lössen und Tragarth gehörten bis 1815 zum hochstiftlich-merseburgischen Amt Merseburg, das seit 1561 unter kursächsischer Hoheit stand und zwischen 1656/57 und 1738 zum Sekundogenitur-Fürstentum Sachsen-Merseburg gehörte. Durch die Beschlüsse des Wiener Kongresses kamen die Orte im Jahr 1815 zu Preußen und wurden 1816 dem Kreis Merseburg im 
Regierungsbezirk Merseburg der Provinz Sachsen zugeteilt, zu dem sie bis 1952 gehörten.
Am 20. Juli 1950 schlossen sich die Gemeinden Löpitz, Lössen und Tragarth zur neuen Gemeinde Luppenau zusammen, die bei der Kreisreform in der DDR im Jahr 1952 zum Kreis Merseburg im Bezirk Halle kam, der 1994 im Landkreis Merseburg-Querfurt und 2007 im Saalekreis aufging. Am 1. Januar 2005 wurde Luppenau in die Einheitsgemeinde Schkopau eingemeindet.

## Sehenswürdigkeiten

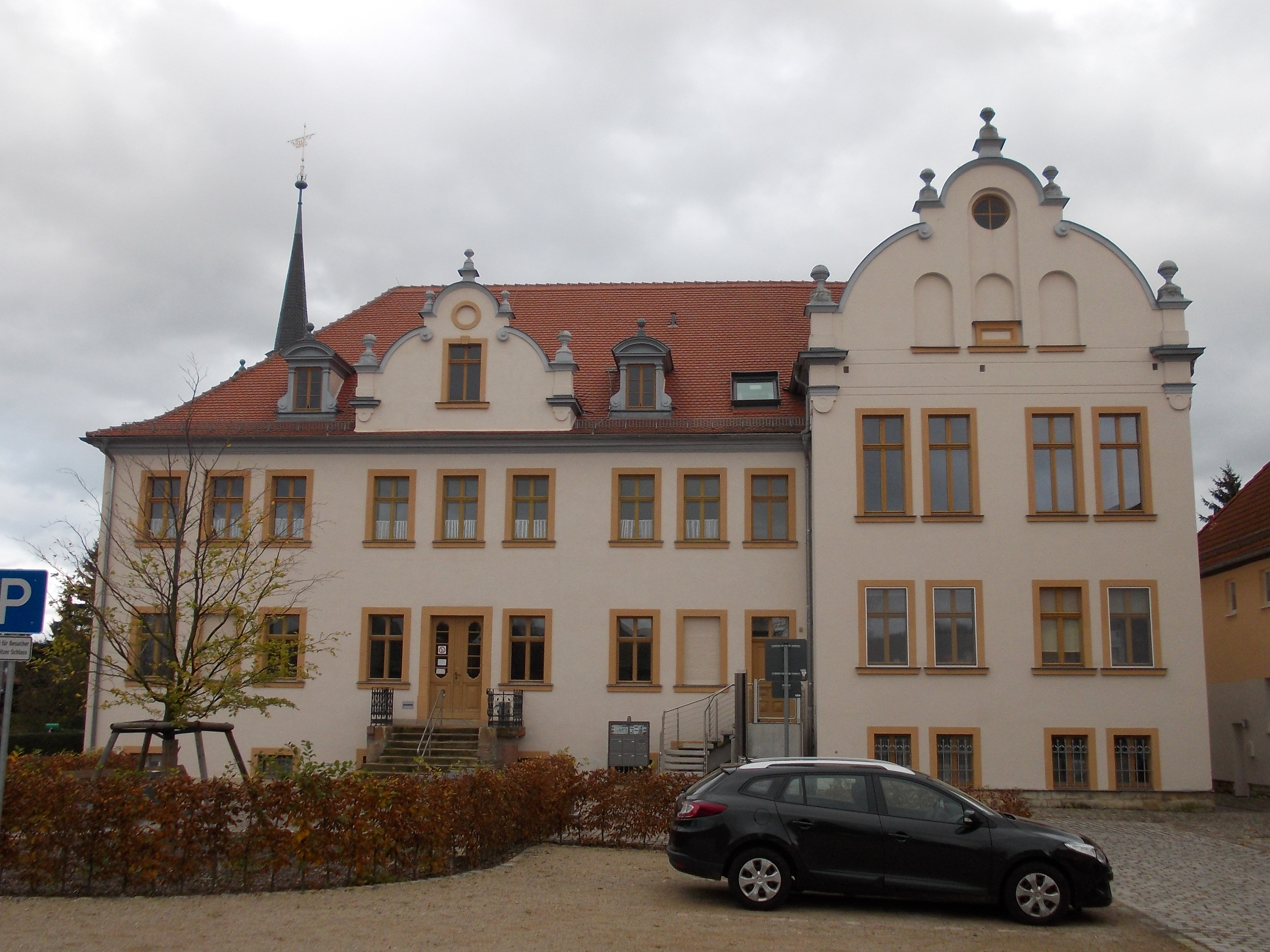
Schloss Löpitz
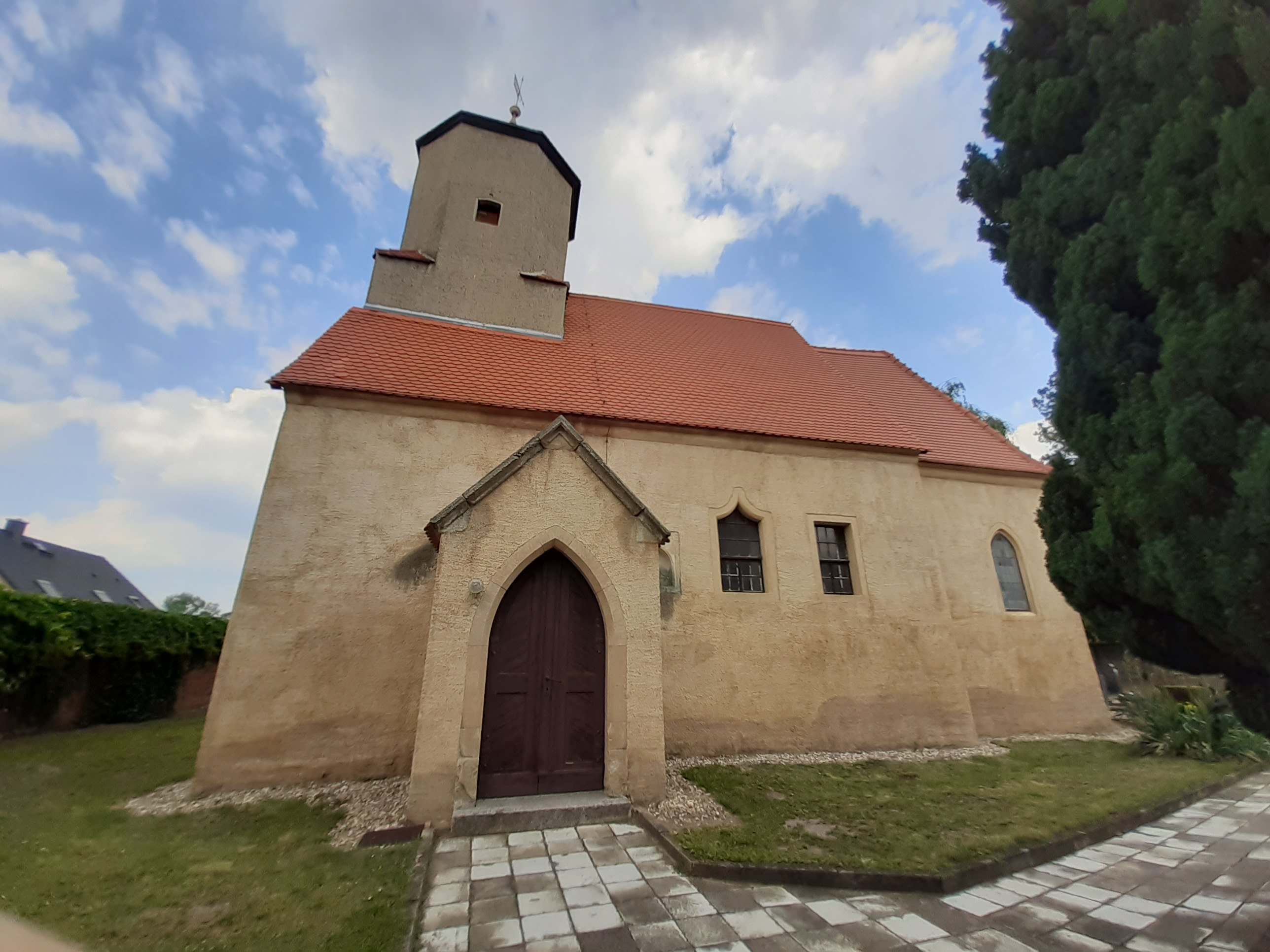
Dorfkirche Lössen
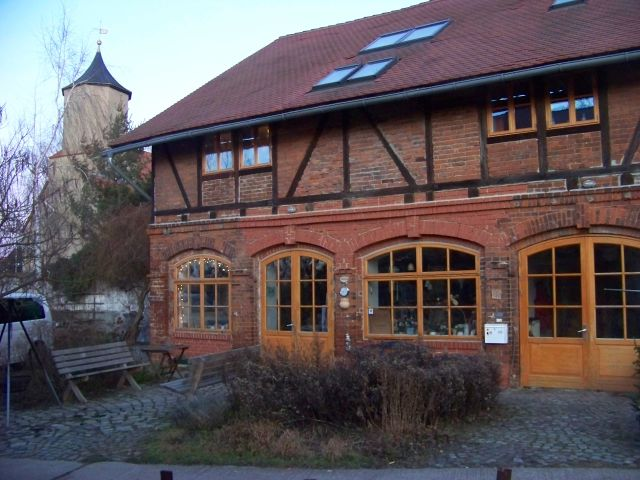
Fachwerk in Lössen
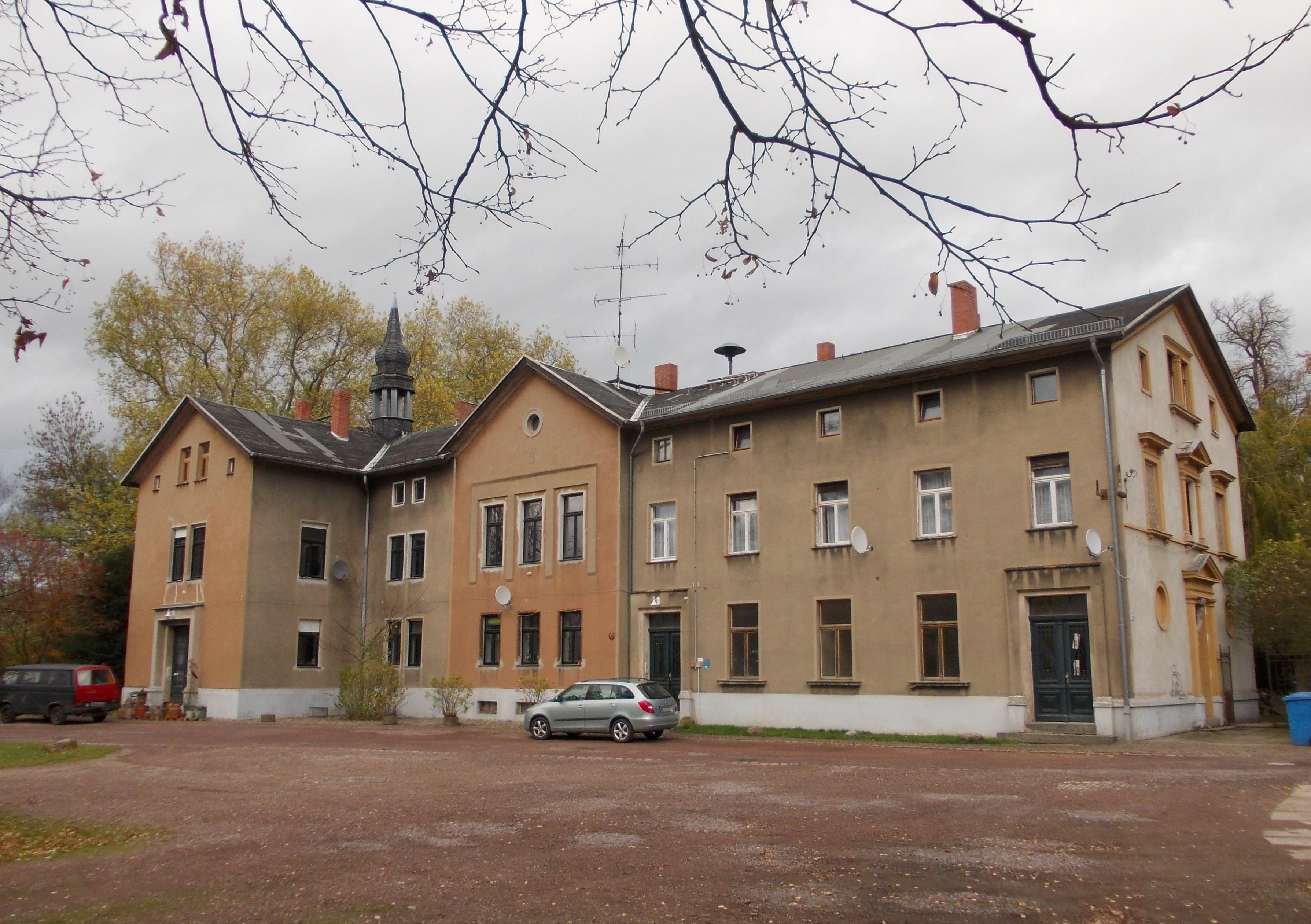
Herrenhaus Tragarth
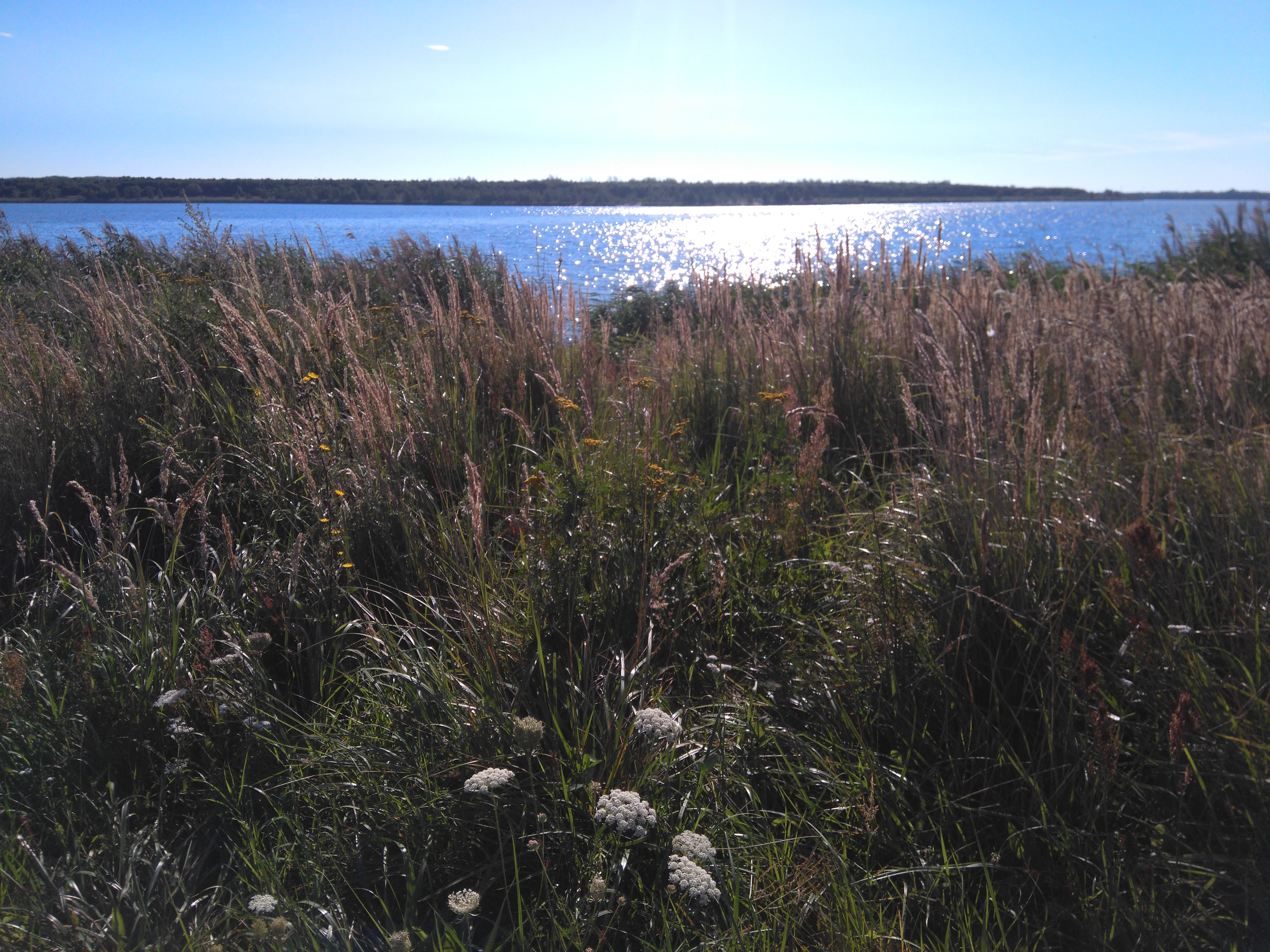
Wallendorfer See

- Schloss Löpitz
- Dorfkirche Lössen
- Fachwerk in Lössen
- Herrenhaus Tragarth
- Wallendorfer See